# Barbara Snellenburg
Barbara Snellenburg, semplificazione del cognome Snellenboerk (Almelo, 30 giugno 1975), è una modella e attrice olandese naturalizzata italiana.

## Biografia
Ha lavorato soprattutto in Italia sia come modella sia come attrice. 
Ha recitato insieme a Raoul Bova in Piccolo grande amore. Per alcuni anni ha interpretato il ruolo ricorrente della bella vicina, la signorina Kate, corteggiata da Raimondo Vianello nella sitcom Casa Vianello.
Nel 2015 è protagonista del videoclip di Why Don't You Love Me? dei The Kolors.

## Filmografia

### Cinema
- Piccolo grande amore, regia di Carlo Vanzina (1993)
- Simpatici & antipatici, regia di Christian De Sica (1998)
- Jolly Blu, regia di Stefano Salvati (1998)
- The Underground Comedy Movie, regia di Vince Offer (1999)
- Tutti gli uomini del deficiente, regia di Paolo Costella (1999)
- La verità vi prego sull'amore, regia di Francesco Apolloni (2001)

### Televisione
- Pazza famiglia – serie TV, 6 episodi (1995)
- Casa Vianello – serie TV, (1998-2007)
- Don Matteo – serie TV, episodio 3x09 (2002)